# 殷栗郡
殷栗郡（ウンニュルぐん、いんりつぐん）は朝鮮民主主義人民共和国黄海南道に属する郡。

## 地理
大同江河口の南岸に位置し、対岸の南浦特級市との間に西海閘門が建設されている。東に銀泉郡、東南に安岳郡、南に三泉郡と松禾郡、西にクァイル郡と隣接する。

## 行政区画
1邑・1労働者区・21里を管轄する。
| - 殷栗邑（ウンニュルプ） - 金山浦労働者区（クムサンポロドンジャグ） - 佳泉里（カチョンニ） - 冠山里（クァンサンニ） - 観海里（クァネリ） - 九月里（クウォルリ） - 今卜里（クンボンニ） - 金川里（クムチョンニ） - 大棗里（テジョリ） - 楽泉里（ラクチョンニ） - 栗里（リュルリ） - 山東里（サンドンニ） | - 山勝里（サンスンニ） - 三里（サムニ） - 西谷里（ソゴンニ） - 西海里（ソヘリ） - 鳶岩里（ヨナムニ） - 雲城里（ウンソンニ） - 院坪里（ウォンピョンニ） - 恩恵里（ウネリ） - 二道浦里（イドポリ） - 長連里（チャンニョンニ） - 鉄山里（チョルサンニ） |

## 歴史
もとは黄海道に属す。1945年8月時点で7面（殷栗面、一道面、南部面、西部面、北部面、二道面、長連面）から成っていた。

### 年表
この節の出典
- 1909年3月 - 長連郡が殷栗郡に編入。
- 1914年4月1日 - 郡面併合により、黄海道殷栗郡に以下の面が成立。(7面)
  - 一道面・二道面・県内面・長連面・南部面・北部面・西部面
- 1918年 - 県内面が殷栗面に改称。(7面)
- 1952年12月 - 郡面里統廃合により、黄海道殷栗郡殷栗面・一道面・二道面・西部面・南部面・北部面・長連面、松禾郡松禾面・上里面の各一部地域をもって、殷栗郡を設置。殷栗郡に以下の邑・里が成立。(1邑26里)
  - 殷栗邑・鳶岩里・山勝里・楽泉里・九月里・九宝里・院坪里・救王里・山東里・院堂里・熊島里・三里・雲城里・佳泉里・大棗里・冠山里・西谷里・金山里・西海里・金川里・松観里・二道浦里・鉄山里・観海里・長連里・栗里・今卜里
- 1954年10月 - 黄海道の分割により、黄海南道殷栗郡となる。(1邑25里)
  - 熊島里が三里に編入。
- 1963年11月 (1邑1労働者区23里)
  - 金山里が金山浦労働者区に昇格。
  - 九宝里が長連里・冠山里に分割編入。
- 1967年10月 - 院堂里が松禾郡に編入。(1邑1労働者区22里)
- 1981年10月 - 救王里が恩恵里に改称。(1邑1労働者区22里)
- 1988年7月 - 松観里が南浦直轄市臥牛島区域に編入。(1邑1労働者区21里)

## 交通
- 殷栗線
  - 雲城駅 - 殷栗駅 - 金山浦駅 - 鉄鉱駅
- 西海閘門線
  - 鉄鉱駅
- 西海里線（休止中）[4]
  - 鉄鉱駅 - 西海里駅 - 正門村駅 - 龍井駅

## 参考資料
1. ↑  “국립국어원 표준국어대사전”. stdict.korean.go.kr. 2023年11月21日閲覧。
2. ↑  “殷栗”.   日本大百科全書(ニッポニカ). 2022年9月30日閲覧。
3. ↑  황해남도 은율군 역사
4. ↑  国分隼人（2007）：将軍様の鉄道 北朝鮮鉄道事情、p.140